# Shuswapmeer
Het Shuswapmeer is een meer dat centraal in het zuiden van de Canadese provincie Brits-Columbia gelegen is. Via de Little River watert het af naar het Kleine Shuswapmeer, dat op zijn beurt de bron is van de South Thompson, een zijtak van de rivier de Thompson, zelf een zijrivier van de Fraser. Het meer is het hart van de regio 'Shuswap Country', bekend om haar recreatieve omgeving om en rond het meer inclusief de stad Salmon Arm. De naam 'Shuswap' komt van de oorspronkelijke eerste inheemse bewoners de 'Secwepemc First Nations'-indianen.

## Geografie
Het Shuswapmeer bestaat uit vier (waterloop)armen in de vorm van een H. De vier armen heten Salmon Arm (zuidwesten), Anstey Arm (noordoosten), Seymour Arm (noorden) en het hoofdmeer (westen). Het Shuswapmeer is verbonden via de Little River met het kleine Shuswapmeer, die via het einde van de west-arm loopt.
Aan de noordwestkant wordt het meer gevoed door de rivier de Adams, die weer in het Adamsmeer stroomt. Het Shuswapmeer wordt ook verbonden met het Marameer door het Sicamouskanaal.

## Buurtschappen en plaatsen
De volgende buurtschappen en plaatsen liggen aan en rondom het Shuswapmeer.
- Salmon Arm
- Celista
- Lee Creek
- Squilax
- Eagle Bay
- Scotch Creek
- Sorrento
- Blind Bay
- Tappen
- Anglemont
- Magna Bay
- Chase
- St.Ives
- SunnyBrae
- Canoe
- Sicamous
- Seymour Arm